# Orquestrina Galana
Orquestrina Galana va ser una formació musical de la dècada de 1980. El fundador del grup va ser Jaume Arnella, sent aquest grup hereu de l'anterior Els Sapastres. Tots els components venien d'altres grups de música popular com Arsa o la Cobla Cotó-Fluix. L'especialitat del grup era la música d'envelat i de festa major, amb l'objectiu d'oferir repertori català.
Els membres de l'Orquestrina Galana, a banda de composicions pròpies, van recuperar repertori com balls vuitcentistes per a cobla, adaptant-los a la seva instrumentació. També van adaptar cuplets i altres cançons de moda dels anys 1930 i 1940. També van eixamplar el repertori pel cantó mediterrani, incorporant fados, tarantel·les o sirtakis. Incorporarien, a més a més, polques, marxes de circ o ballbles italians.
El fet que tots els components fossin multi-instrumentistes els permetia crear diversos tipus de formació, de corda o de vent, segons les necessitats del repertori.

## Components
Els components del grup foren:
- Francesc Alpiste (veu, clarinet, tenora, guitarra, mandolina, percussió)
- Jaume Arnella (veu, guitarra, flauta travessera, saxòfon tenor)
- Marcel Casellas (contrabaix, tuba, helicó, mandola, congues)
- Ferran Martinez (piano, acordió)
- Antoni Oró (clarinet, tible, violí)
- Alfons Rojo (violí, guitarra, mandolina, saxòfon alt, trombó de vares)
- Rafel Sala (veu, violoncel, trompeta, fiscorn, contrabaix, mandolina)
- Michael Weiss (col·laborador) (bateria)

## Discografia
Les obres discogràfiques publicades per aquesta formació són:
- Orquestrina Galana (1982)
- Canvi de parella (1984)
- No despertaràs el son dels càtars (1986)
- Ball amable (1984)